# Torrenti di primavera
Torrenti di primavera, sottotitolata Un racconto romantico in ricordo di una grande razza, è una novella scritta da Ernest Hemingway, pubblicata nel 1926. Suo primo lavoro lungo, egli la scrisse come parodia sul mondo degli scrittori. Fu scritta a Parigi come feroce parodia di Dark Laughter di Sherwood Anderson, fino a quel momento uno dei modelli del giovane autore emigrato in Europa. L'opera segnò la rottura definitiva tra i due scrittori.

## Trama
Ambientato nel nord del Michigan, Torrenti di primavera racconta di due uomini che lavorano in una fabbrica di pompe: il veterano della prima guerra mondiale Yogi Johnson e lo scrittore Scripps O'Neill. Entrambi sono alla ricerca della donna perfetta, anche se non sono d'accordo con quell'ideale.
La storia inizia con O'Neill che torna a casa dalla biblioteca e scopre che sua moglie e sua figlia se ne sono andate, spiegando che " ci vuole troppo per aggiustare il muro del destino". O'Neill, alla ricerca disperata di compagnia, fa amicizia con la cameriera inglese Diana nel ristorante dove lei lavora e le chiede di sposarlo.
Diana cerca di fare colpo sul suo sposo leggendo libri dalla lista del New York Times Book Review, tra cui molte opere scadenti e commerciali dimenticate del 1920. Ma O'Neill presto la lascia (proprio come ella temeva dal giorno in cui l'ha conosciuto) per un'altra cameriera, Mandy, che lo incanta con le sue storie e aneddoti (probabilmente inventati).
Yogi Johnson ha un periodo durante il quale è tormentato dal fatto che sembra che lui non desideri nessuna donna, anche se la primavera è alle porte "la quale porta un uomo ad innamorarsi". Finalmente si innamora di una donna nativo americana che entra in un ristorante vestita solo con mocassini, la moglie di uno dei due nati americani con cui fa amicizia verso la fine della storia, nel penultimo capitolo. Johnson viene curato dalla sua impotenza vedendo la squaw nuda, viene sopraffatto da "una nuova sensazione" che attribuisce a Madre Natura, e insieme "partono per una nuova avventura".

## Pubblicazione
Era opinione diffusa che Hemingway scrisse Torrenti di primavera nel tentativo di chiudere il suo contratto con la sua casa editrice Boni & Liveright, anche se Hemingway lo ha negato. Essi hanno tenuto il diritto di primo rifiuto per i suoi prossimi tre libri, di cui uno sarebbe stato un romanzo, con la condizione che il contratto sarebbe stato rescisso se uno dei tre fosse stato scartato. Rifiutando, Boni & Liveright rescissero il contratto. Nelle sue lettere, Hemingway mostra un intenso affetto per il suo romanzo. Si scrisse con Sherwood Anderson tra maggio e luglio del 1926, affermando che il suo stimolo di scrivere la sua prima lunga opera era più motivato dal suo rifiuto di "abbassare il fuoco" (di andarci piano) e incoraggiare il lavoro sub-par di Anderson - come suo pari - e non semplicemente chiudere il contratto con Boni & Liveright.
Scritto in dieci giorni, Torrenti di primavera era un trattamento satirico degli scrittori presuntuosi. Hemingway presentò il manoscritto all'inizio del dicembre 1925 e fu rifiutato entro la fine del mese. Nel gennaio 1926, Maxwell Perkins della Charles Scribner's Sons acconsentì a pubblicare Torrenti di primavera in aggiunta alle future opere di Hemingway. Torrenti di primavera fu pubblicato dalla Scribner's nel maggio di quell'anno; la prima edizione venne stampata in 1250 copie.

## Critiche
Reazioni contrastanti accolsero l'opera, anch'essa fortemente criticato da altri scrittori. Il lavoro fu generalmente respinto dalla critica e considerato molto meno importante di Fiesta (Il sole sorgerà ancora) che fu pubblicato nello stesso anno. Hadley Richardson, la moglie di Hemingway all'epoca, credeva che la sua descrizione di Sherwood Anderson fosse "cattiva", mentre John Dos Passos lo considerava divertente ma non voleva vederlo pubblicato. Francis Scott Fitzgerald, d'altra parte, considerava il romanzo un capolavoro. Una piccola critica accademica è stata dedicata a Torrenti di primavera, poiché è considerata meno importante del lavoro successivo di Hemingway.

## Edizioni italiane
- Torrenti di primavera. Storia romantica in onore di una grande razza al tramonto, trad. Bruno Fonzi, Collana Saggi n.142, Torino, Einaudi, 1951; Collana Nuovi Coralli n.42, Einaudi, 1973.
- Torrenti di primavera. Un racconto romantico in ricordo di una grande razza, trad. Laura Grimaldi, Collana Oscar Scrittori moderni, Milano, Mondadori, 2003, ISBN 978-88-045-1752-8.